# 중봉도서관
중봉도서관은 경기도 김포시 북변동에 있는 도서관이다.

## 연혁
- 1997년 1월 8일 김포시립도서관 착공
- 1998년 8월 8일 김포시립도서관 준공
- 1998년 12월 29일 김포시립도서관 개관
- 2002년 2월 2일 경기도내 공공도서관 평가 우수상 수상
- 2002년 8월 20일 사업소로 조직개편
- 2006년 8월 1일 누리봄문고 개관
- 2007년 1월 23일 책샘터 개소
- 2007년 10월 25일 통진도서관 착공
- 2008년 7월 29일 평생학습센터로 조직개편
- 2009년 5월 5일 통진도서관 준공
- 2009년 7월 3일 김포시립도서관에서 중봉도서관으로 명칭변경
- 2009년 7월 20일 통진도서관 개관
- 2009년 12월 16일 고촌작은도서관 개관 (09.07.20. 임시개관, 09.12.16. 이전개관)
- 2009년 12월 21일 무인도서비치대 '책이랑' 운영
- 2011년 1월 20일 양곡도서관 착공
- 2011년 2월 4일 대곶작은도서관 개관
- 2012년 3월 16일 양곡도서관 준공
- 2012년 7월 3일 양곡도서관 개관
- 2013년 10월 28일 구래작은도서관 개관

## 이용 안내
이용 시간
- 유아자료실: 평일 09:00 ~ 18:00 (매주 수 20:00) / 주말 09:00 ~ 17:00
- 어린이자료실, 제1자료실, 제2자료실, 디지털자료실, 연속간행물실: 평일 09:00 ~ 22:00 / 주말 09:00 ~ 17:00
- 1,2 열람실: 매일 08:00 ~ 23:00

휴관일
- 매월 둘째, 넷째 월요일
- 일요일을 제외한 법정 공휴일
- 임시 휴관일: 기타 관장이 필요하다고 인정되는 경우